# Armand De Decker
Armand De Decker (Brussel, 8 oktober 1948 – Sint-Lambrechts-Woluwe, 12 juni 2019) was een Belgisch liberaal politicus (MR). De Decker was vanaf 20 juli 2004 minister van Ontwikkelingssamenwerking in de regering-Verhofstadt II. Na de verkiezingen van 2007 werd hij tot voorzitter van de Senaat benoemd. Hij was de jongste zoon van de Vlaamse kunstschilder Luc De Decker en de broer van schrijver en journalist Jacques De Decker. In november 2009 werd hij tot minister van Staat benoemd.

## Biografie

### Politieke loopbaan
De Decker had als beroep advocaat en huwde met Jacqueline Rousseaux. Beiden werden politiek actief voor de MR. Tevens was hij reserveofficier.
Nadat zijn toetreden tot de PRL was hij tussen 1979 en 1981 adjunct-secretaris-generaal van de partij. In 1980 was hij enkele maanden kabinetsadviseur van het kabinet van Charles Poswick, toenmalig minister van Landsverdediging. Van 1981 tot 1995 was hij lid van de Kamer van volksvertegenwoordigers. Tevens was hij van 1981 tot 2003 lid van de Raad van de Franse Gemeenschap (sinds 1995 Parlement van de Franse Gemeenschap genoemd). Van deze Raad was hij van 1981 tot 1985 secretaris. Van 1986 tot 1989 was hij er voorzitter van de PRL-fractie. In de periode 1985 1995 was hij secretaris van de Kamer van volksvertegenwoordigers. Ook was hij van 1990 tot 1994 voorzitter van de PRL-afdeling van het arrondissement Brussel.
Van 1982 tot 1999, 2003 tot 2004 en van 2010 tot 2011 was hij lid van de Parlementaire Assemblee van de Raad van Europa en van de Assemblee van de West-Europese Unie: van 1982 tot 1996 en van 1997 tot 1999 plaatsvervangend en van 1996 tot 1997, van 2003 tot 2004 en van 2010 tot 2011 vast.
 
Van de Assemblee van de West-Europese Unie was hij van ondervoorzitter tussen 1984 tot 1986. Van 1986 tot 1999 was hij hier voorzitter van de liberale fractie. Tevens was hij er van 1995 tot 1996 de voorzitter van de Belgische delegatie en van 1996 tot 1999 was hij er de voorzitter van de commissie-Defensie. Van 2011 tot 2014 was hij enkel vast lid van de Parlementaire Assemblee van de Raad van Europa meer en van 1992 tot 1995 was hij lid van de Parlementaire Assemblee van de OVSE.
In de perioden 1989-1991, 1995-2003 en vanaf 2014 tot kort voor zijn dood in 2019 was hij eveneens lid van het Brussels Hoofdstedelijk Parlement, waarvan tussen 1995 -1999 als voorzitter, van 2014-2016 als ondervoorzitter. Van 1989 tot 1991 was hij hier eveneens voorzitter van de PRL-fractie. Van 2006 tot 2018 was hij gemeenteraadslid van Ukkel, zoals hij dit ook tussen 1989 en 1995 was. Van 1989 tot 1995 was hij er schepen; van 2006 tot 2017 burgemeester.
Voorts was hij van 1995 tot 2014 lid van de Belgische Senaat, tussen 1995 tot 2003 als gemeenschapssenator, en tussen 2003 tot 2014 als rechtstreeks gekozen senator. Van 1999 tot 2004 en van 2007 tot 2010 was hij de voorzitter van de Senaat en van 2004 tot 2007 was hij federaal minister van Ontwikkelingssamenwerking, waardoor zijn mandaat van senator onderbroken werd. Van 2010 tot 2014 was hij de derde ondervoorzitter van de Senaat.

### De Decker en de politieke crisis 2007
In het kader van de moeizame vorming van een nieuwe federale regering in het najaar 2007 kreeg De Decker samen met de Kamervoorzitter Herman Van Rompuy een koninklijke opdracht om voort te zoeken naar steun voor een staatshervorming. Men zou een "Nationaal College van Wijzen" in stelling brengen voorzien van "koninklijke commissarissen" of ervaren politici uit alle partijen en beslagen in de materie van staatkunde.
De Senaatsvoorzitter sprak de mening uit dat de politieke crisis in het najaar 2007 veroorzaakt wordt door het bestaan van het kartel CD&V/N-VA. Dat probleem op zich, dixit De Decker, zal naar een oplossing leiden. 

De Deckers uitspraak veroorzaakte evenwel tandengeknars bij het bedoelde kartel, dat meedeelt dat De Decker ondoordachte verklaringen deed in hoogst persoonlijke naam. De N-VA stelt dat De Decker vrij vlug uit zijn rol valt zonder discretie en terughoudendheid in acht te nemen.
De Deckers interpretatie van de corridor die het Waalse Gewest moest verbinden met het Brussels Hoofdstedelijk Gewest haalde op 17 juli 2008 zelfs de site van The Economist waarin men stelde dat "One leader, Armand De Decker, has even suggested a route, running through a forest inhabited only by squirrels and the odd deer" (Een politiek leider Armand De Decker, stelde zelfs een route voor lopende door een bos, slechts bewoond door eekhoorns en herten).

### Controversiële rol bij totstandkoming afkoopwet
In 2011 zou Armand De Decker op vraag van de Franse president Nicolas Sarkozy zijn tussengekomen om de afkoopwet versneld door het Belgische parlement te jagen. Dit was nodig om de Oezbeeks-Belgische zakenman Patoch Sjodijev toe te laten er gebruik van te maken. De Kazachse autoriteiten zouden het beëindigen van de Belgische vervolging tegen Sjodijev als voorwaarde hebben gesteld om bestellingen ter waarde van twee miljard euro te plaatsen bij Franse bedrijven. Het ging om 45 helikopters bij Eurocopter en 295 locomotieven bij Alstom. Sjodijev betaalde ongeveer 23 miljoen euro en enkele dagen later was het contract ondertekend.
Het was een verdachte storting van 300.000 euro op de bankrekening van Étienne des Rosaies, een prefect op het Élysée, die het Franse gerecht op het spoor bracht van wat aldaar bekendstaat als Kazakhgate. Het geld was afkomstig van De Deckers cliënt Sjodijev.
Het Franse blad Le Canard Enchaîné bracht in oktober 2012 uit dat De Decker zijn gewicht in de schaal had geworpen om de wet door het parlement te krijgen vóór het begin van het strafproces tegen Sjodijev. De krant baseerde zich onder meer op een uitgelekt rapport van Etienne des Rosaies aan Claude Guéant, toen Frans minister van Binnenlandse Zaken:

Ik heb dus de doorslaggevende steun bekomen van mijn goede vriend Armand De Decker, die ons de 'instemming' aanbracht van de minister van Justitie, Financiën en Buitenlandse Zaken. En die de (unanieme) stemmen van zijn liberale partij heeft toegezegd.
 J’ai donc obtenu le soutien déterminant de mon cousin germain Armand De Decker qui nous a apporté 'l’adhésion' des ministres de la Justice, des Finances et des Affaires étrangères. Et qui a engagé le vote (à l’unanimité) de son parti libéral.
— Jean-François Etienne des Rosaies, 28 juni 2011

De Decker zou op het kabinet van toenmalig minister van Justitie Stefaan De Clerck samen met Sjodijevs advocaat Catherine Degoul bemiddeld hebben om de zogenaamde afkoopwet zo snel mogelijk door het parlement te loodsen. De Decker ontkent dit.
De Decker gaf toe dat hij als advocaat van Sjodijev was opgetreden, maar noemde de berichtgeving verder "fantaisistische schrijfsels". Hij verwees naar de onnauwkeurige terminologie in de nota-des Rosaies om de geloofwaardigheid ervan in vraag te stellen.
In oktober 2015 berichtte het satirische blad verder over de affaire en stelde dat De Decker een betaling van 734.346 euro had ontvangen voor zijn diensten die onder meer een 350-tal werkuren inhield of 2 000 euro per uur.  Dit bedrag was hem overgemaakt door zijn Franse confrater Catherine Degoul, advocate van Sjodijev die zelf 7,2 miljoen euro had ontvangen. Uit de jaarrekening van zijn persoonlijke advocaten-bvba leidde Le Soir af dat het eerder om een half miljoen euro ging. De senator beriep zich op zijn beroepsgeheim om geen commentaar te geven, maar stelde wel dat het minder was dan de vernoemde bedragen. Hij achtte dit een legitiem honorarium en dreigde met een strafklacht tegen Le canard. Eerder had Le Vif/L'Express opgemerkt dat hij zich tegenover de gerechtelijke autoriteiten nergens als advocaat had gemanifesteerd. De Decker zelf omschreef zijn optreden in de zaak-Sjodijev als die van "strategisch raadgever".
Uit de parlementaire stukken blijkt alleszins dat De Decker gestemd heeft over het wetsontwerp waarvan zijn cliënt minder dan een maand na inwerkingtreding gebruik zou maken.
Uit Frans gerechtelijk onderzoek eind november 2016 blijkt dat Jean-Pierre Mazery, grootkanselier van de Orde van Malta tussen 2005 en 2014, het eerste contact legde tussen Armand De Decker en een medewerker van president Nicolas Sarkozy met name ordelid Jean-François Etienne des Rosaies, in een poging om de Belgische afkoopwet snel af te dwingen.
Begin november 2016 raakte bekend dat Armand De Decker op 21 november 2016 voor de verzoenings- en arbitrageraad van zijn partij moet verschijnen. Uit documenten komende van Le Soir en Mediapart werd duidelijk dat De Decker een centrale rol heeft gespeeld in de zaak rond miljardair Patoch Sjodijev. Op 20 november had hij een onderhoud met François-Xavier de Donnéa, voorzitter van de arbitrageraad, waarbij beslist werd dat De Decker ontslag zou nemen uit al zijn interne functies bij de partij, zijnde het voorzitterschap van de Ukkelse partijafdeling en zijn zetel in het partijbestuur. Hij moest niet meer voor de raad van de partij verschijnen. Enkele dagen later nam hij ontslag als ondervoorzitter van het Brussels parlement. Op 17 juni 2017 nam hij ook ontslag als burgemeester van Ukkel.
In mei 2018 werd De Decker in verdenking gesteld van omkoping. MR-voorzitter Olivier Chastel vroeg De Decker daarop op 7 mei ontslag te nemen uit al zijn functies, waarna De Decker besloot de partij te verlaten.

### Overlijden
De Decker overleed in juni 2019 op 70-jarige leeftijd.

## Eretekens
- België: Grootkruis in de Orde van Leopold II (11 mei 2003)
- België: Grootofficier in de Leopoldsorde (9 juni 1999)
- België: Grootofficier in de Kroonorde
- Nederland: Grootkruis in de Orde van Oranje-Nassau
- Peru: Grootkruis in de Orde van de Zon (2006)
- Finland: Grootkruis in de Orde van de Witte Roos (30 maart 2004)
- Noorwegen: Grootkruis in de koninklijke Orde van Verdienste (20 mei 2003)
- Montenegro: Grootkruis in de Orde van de Azteekse Adelaar (10 december 2002)
- Italië: Grootkruis in de Orde van Verdienste (15 oktober 2002)
- Denemarken: Grootkruis in de Orde van de Dannebrog (28 februari 2002)
- Zweden: Grootkruis in de koninklijke Orde van de Poolster (8 mei 2001)
- Spanje: Grootkruis in de Orde van Isabella de Katholieke (12 mei 2000)
- Frankrijk: Ridder in het Orde van het Legioen van Eer (9 juli 1997)
- Colombia: Grootofficier in de Orde van Sint Carlo (4 februari 1997)
- Griekenland: Grootofficier in de Orde van de Feniks (1 januari 1994)

## Eremandaten
- Doctor Honoris Causa aan de Universiteit van Yerevan
- Beheerder van het Koninklijk Instituut voor Internationale Betrekkingen
- Erevoorzitter van de vereniging “Alzheimer België”
- Lid van het Internationaal Geopolitiek Instituut

- Library of Congress Control Number: n2006031336
- Système universitaire de documentation: 068999135
- Virtual International Authority File: 21567621
- WorldCat: E39PBJx4qyVXBpqtRfMbbrHjYP